# Kleiner Neunerblock
Kleiner Neunerblock ist ein Begriff aus der Philatelie. Er bezeichnet eine breitrandig geschnittene Briefmarke mit Teilen von allen acht Nachbarmarken, da insgesamt 9 Marken umfasst sind. Die ersten Briefmarken (ca. 1840 bis 1860) waren nicht gezähnt, sondern wurden mit der Schere aus dem Bogen getrennt. Auf Grund der schmalen Zwischenränder wurden oft Teile der Nachbarmarken mit abgeschnitten. In äußerst seltenen Fällen konnten dabei alle Nachbarmarken berührt werden, so dass ein Kleiner Neunerblock entstand. 